# Eta Mensae
Eta Mensae (η Mensae, förkortat Eta Men, η Men) som är stjärnans Bayerbeteckning, är en ensam stjärna belägen i den västra delen av stjärnbilden Taffelberget. Den har en skenbar magnitud på 5,47 och är synlig för blotta ögat där ljusföroreningar ej förekommer. Baserat på parallaxmätning inom Hipparcosuppdraget på ca 4,9 mas, beräknas den befinna sig på ett avstånd på ca 670 ljusår (ca 205 parsek) från solen.

## Egenskaper
Eta Mensae är en orange till röd jättestjärna av spektralklass K4 III. Den har en radie som är ca 33 gånger större än solens och utsänder från dess fotosfär ca 616 gånger mera energi än solen vid en effektiv temperatur av ca 4 100 K. 
Eta Mensae visar ett överskott av infraröd strålning som tyder på närvaro av en omgivande stoftskiva. Den ingår sannolikt i den rad av stjärnor som är förbundna med den öppna stjärnhopen Hyaderna.